# Максимча, Иван Васильевич
Иван Васильевич Максимча (14 сентября 1922 года — 26 апреля 1985 года) — командир эскадрильи 810-го штурмового авиационного полка (225-я штурмовая авиационная дивизия, 15-я воздушная армия, 2-й Прибалтийский фронт), капитан, Герой Советского Союза.

## Биография
Иван Васильевич Максимча родился 14 сентября 1922 года в деревне Николаевка Белебеевского кантона Башкирской АССР РСФСР.
Белорус. Окончил 9 классов школы. Трудовую деятельность начал в 1938 году в колхозе разнорабочим, затем работал шофёром.
Призван в Красную Армию в 1941 году Кировским райвоенкоматом города Уфы. В 1943 году окончил Тамбовскую военную авиационную школу пилотов. На фронте Великой Отечественной войны с мая 1943 года.
После войны Иван Васильевич был вторым пилотом Ли-2 на Уфимском моторостроительном заводе, трудился в транспортном отряде Новосибирска, школе высшей лётной подготовки в городе Ульяновске, командиром корабля в МАП (Министерство авиапромышленности) в городе Иркутске.
Умер Иван Васильевич 26 апреля 1985 года. Похоронен в Уфе на Южном кладбище.

## Подвиг
Командир эскадрильи 810-го штурмового авиационного полка (225-я штурмовая авиационная дивизия, 15-я воздушная армия, 2-й Прибалтийский фронт), капитан И. В. Максимча к январю 1945 года совершил 104 успешных вылета. Из наградного листа на И. В. Максимчу: «…В боях с немецкими захватчиками показывает образцы мужества и героизма. В каждом боевом вылете проявляет настойчивость и смелость, нанося большой урон врагу.
Товарищ Максимча от рядового лётчика вырос до командира эскадрильи. Летает в трудных метеорологических условиях на разведку в качестве „охотника“ в тыл противника на 30-50 км. В совершенстве овладел радиосвязью, производил фотографирование важных объектов цели и боевых результатов как на переднем крае, так же на аэродромах, доставляя командованию ценные разведданные. За это время товарищ Максимча лично уничтожил: танков — 4, автомашин — 30, паровозов — 1, самолётов на земле — 3, вагонов — 11, подвод — 30, орудий ПА — 10, орудий ЗА — 10, складов разных — 4, цистерн — 1, 551 солдата и офицера противника.
За короткое время, с 14 сентября 1944 года, эскадрилья произвела 250 успешных боевых вылетов и при этом уничтожила: танков — 4, автомашин — 32, подвод — 21, орудий ЗА — 8, орудий ПА — 9, складов — 4, миномётов — 4 и 315 солдат и офицеров противника.
3 августа 1943 г. штурмовыми и бомбардировочными действиями в составе группы 6 самолётов уничтожал отступающие колонны противника по дороге Орел-Нарышкино. Во время атаки самолёт товарища Максимчи был сильно повреждён огнём противника — отбит элерон, побиты плоскости, перебита тяга руля поворота. Сам он был тяжело ранен, при выходе из атаки группа была атакована 4 истребителями противника ФВ-190. Самолёт Максимчи был атакован двумя ФВ-190, одного из них воздушный стрелок сбивает. Машина была трудно управляема. Истекая кровью, привязав ручку ремнем к борту самолёта, самолёт довёл до аэродрома и мастерски посадил. В этом бою товарищ Максимча лично уничтожил: автомашин — (текст поврежден), подвод с грузом — 1, до 10 солдат и офицеров противника.
25 января 1944 года штурмовыми и бомбардировочными действиями группа из 4 самолётов уничтожала ж.-д. эшелоны на станции Маево. В этом бою товарищ Максимча лично уничтожил: 10 вагонов, 2 автомашины, до 20 солдат и офицеров противника.
27 февраля 1944 года штурмовым ударом группа из 12 самолётов произвела налёт на аэродром противника Идрица, где было уничтожено: самолётов на земле — 20, взорван склад с горючим. Товарищ Максимча, лично отражая воздушного противника, и умело маневрируя в зоне зенитного огня, уничтожил 3 самолёта.
26 августа 1944 года, действуя в районе Страссны-Пыэжены, группа из 6 самолётов наносила удары по опорным пунктам переднего края обороны противника, в результате чего наземные части выполнили поставленную задачу по прорыву оборонительного рубежа противника. Лично сам тов. Максимча в этом бою уничтожил: одно орудие ПА и подавил огонь одной батареи».
Указом Президиума Верховного Совета СССР от 18 августа 1945 года ему присвоено звание Героя Советского Союза с вручением ордена Ленина и медали «Золотая Звезда».

## Память
- Имя И. В. Максимчи занесено на мемориальную доску Героев Советского Союза, выпускников Уфимского аэроклуба.
- В городе Уфе, по адресу улица Пушкина, д. 54, где жил И. В. Максимча, установлена мемориальная доска.
- В деревне Новый Мир Миякинского района Республики Башкортостан установлен бюст Героя, его имя носит местная средняя школа и улица.
- Имя Героя Советского Союза И.А. Максимча носит центр образования N 53 в поселке Максимовка города Уфа.

## Награды
- Медаль «Золотая Звезда» Героя Советского Союза (18.08.1945)[2][3].
- Орден Ленина .
- Орден Красного Знамени (02.08.1943)[4].
- Орден Красного Знамени (23.02.1945)[5].
- Орден Красного Знамени (23.03.1945)[6].
- Орден Александра Невского (12.05.1945)[7].
- Орден Отечественной войны I степени (14.04.1944).
- Орден Отечественной войны I степени (06.04.1985)[8]
- Орден Красной Звезды (10.11.1943)[9].
- Медали.